# Campionato mondiale femminile di pallavolo 1962
Il campionato mondiale femminile di pallavolo 1962 si è svolto dal 13 al 25 ottobre a Leningrado e Mosca, nell'Unione Sovietica: al torneo hanno partecipato quattordici squadre nazionali e la vittoria finale è andata per la prima volta al Giappone.

## Squadre partecipanti
| - Austria - Brasile - Bulgaria - Cecoslovacchia - Cina - Corea del Nord - Germania Est | - Germania Ovest - Giappone - Paesi Bassi - Polonia - Romania - Ungheria - Unione Sovietica |

## Gironi
| Girone A                | Girone B                         | Girone C                                  | Girone D                                            |
| ----------------------- | -------------------------------- | ----------------------------------------- | --------------------------------------------------- |
| Austria Brasile Polonia | Bulgaria Cecoslovacchia Ungheria | Cina Corea del Nord Germania Est Giappone | Germania Ovest Paesi Bassi Romania Unione Sovietica |

## Classifica finale
| Classifica | Squadre          |
| ---------- | ---------------- |
|            | Giappone         |
|            | Unione Sovietica |
|            | Polonia          |
| 4          | Bulgaria         |
| 5          | Cecoslovacchia   |
| 6          | Romania          |
| 7          | Germania Est     |
| 8          | Brasile          |
| 9          | Cina             |
| 10         | Corea del Nord   |
| 11         | Ungheria         |
| 12         | Paesi Bassi      |
| 13         | Germania Ovest   |
| 14         | Austria          |